# Honaker
Honaker és una població dels Estats Units a l'estat de Virgínia. Segons el cens del 2000 tenia 945 habitants.

## Demografia
Segons el cens del 2000, Honaker tenia 945 habitants, 392 habitatges, i 270 famílies. La densitat de població era de 663,4 habitants per km².
Dels 392 habitatges en un 30,6% hi vivien nens de menys de 18 anys, en un 51,3% hi vivien parelles casades, en un 14,3% dones solteres, i en un 30,9% no eren unitats familiars. En el 29,8% dels habitatges hi vivien persones soles el 14% de les quals corresponia a persones de 65 anys o més que vivien soles. El nombre mitjà de persones vivint en cada habitatge era de 2,41 i el nombre mitjà de persones que vivien en cada família era de 2,98.
Per edats la població es repartia de la següent manera: un 23% tenia menys de 18 anys, un 8,5% entre 18 i 24, un 28,4% entre 25 i 44, un 26,6% de 45 a 60 i un 13,7% 65 anys o més.
L'edat mediana era de 39 anys. Per cada 100 dones de 18 o més anys hi havia 72,9 homes.
La renda mediana per habitatge era de 22.969 $ i la renda mediana per família de 28.611 $. Els homes tenien una renda mediana de 26.071 $ mentre que les dones 17.386 $. La renda per capita de la població era d'11.888 $. Entorn del 20,4% de les famílies i el 27,2% de la població estaven per davall del llindar de pobresa.

## Poblacions més properes
El següent diagrama mostra les poblacions més properes.